# Canton de Sinnamary
Le canton de Sinnamary est une ancienne division administrative française, située dans le département de la Guyane, dans l'arrondissement de Cayenne.

## Présentation
| Nom                   | Code Insee | Intercommunalité | Superficie (km2) | Population (dernière pop. légale) | Densité (hab./km2) |
| --------------------- | ---------- | ---------------- | ---------------- | --------------------------------- | ------------------ |
| Sinnamary (chef-lieu) | 97312      | CC des Savanes   | 1 340,00         | 2 984 (2014)                      | 2,2                |
| Saint-Élie            | 97358      | CC des Savanes   | 5 680,00         | 119 (2014)                        | 0,02               |

## Administration
| Période | Période | Identité          | Étiquette           | Qualité                                                                                                 |
| ------- | ------- | ----------------- | ------------------- | --- |
| 1946    | 1958    | Roland Verderosa  |                     | Maire de Sinnamary (1941-1943, 1947-1949, 1953-1977)                                                    |
| 1958    | 1962    | Gustave Létard    | DVD                 | Ancien Maire de Sinnamary (1936-1940, 1944-1946)                                                        |
| 1963    | 1964    | Loïs Coupra       |                     | |
| 1964    | 1970    | Emané Beaufort    | DVD                 | |
| 1970    | 1976    | Roland Verderosa  | DVG                 | Maire de Sinnamary                                                                                      |
| 1976    | 1996    | Élie Castor       | DVG puis PSG        | maire de Sinnamary (1977-1996) Président du Conseil Général (1979-1982 et 1985-1994) Député (1981-1993) |
| 1996    | 2008    | Georges Madeleine | DVD                 | maire de Sinnamary (2001-2008)                                                                          |
| 2008    | 2015    | Patrice Clet      | autonomiste-Walwari | Vice-Président du Conseil Général                                                                       |